# Melling (Nouvelle-Zélande)
Pour les articles homonymes, voir Melling.
Melling  est une banlieue de la cité de Lower Hutt, située dans le nord de la région de Wellington , qui correspond à la partie sud de l’île du Nord de la Nouvelle-Zélande.

## Situation
Elle siège sur la berge ouest du fleuve Hutt, sur le trajet de la route State Highway 2/S H 2 (en), qui est la principale route allant de la capitale Wellington à la vallée de Hutt et directement à travers le fleuve à partir du centre de la cité de Lower Hutt.
C’est aussi le nom du pont à 3 voies reliant le district central d’activité de la cité de Lower Hutt avec la route State Highway 2, une route sujette à des épisodes de congestion aux heures de pointe.
À partir de «Melling Bridge», il est aussi possible d’aller en voiture tout droit vers les banlieues juchées sur les collines au niveau de Harbour View et celle de Tirohanga.

## Municipalités limitrophes
Une amélioration de l’échangeur est planifiée pour desservir Melling et Kennedy-Good bridges .

## Toponymie
Melling fut dénommée d’après Tom Mellings, un ancien collègue de travail du Lancashire de Richard Seddon le premier ministre.
Le nom vint après que le premier ministre  Richard Seddon soit revenu en voyage en Angleterre et y avoir revu Mellings en 1897, mais Mellings lui -même n’a jamais visité la Nouvelle-Zélande, et les colons locaux tentèrent de faire changer le nom pour un nom ayant une plus grande signification  , .

## Population
La population de la localité de Melling était de 615 habitants en 2006 .

## Installations
La station originale de la gare de Melling (en) fut ouverte le 26 mai 1908 alors que le pont de Melling n'a ouvert qu'en 1909.
Cette ligne fut à l’origine une partie de la branche de la vallée de Hutt (en) passant à travers Upper Hutt et le secteur de Wairarapa, mais elle devint un embranchement séparé, qui fut électrifié le 1er mars 1954  quand la section nord de Melling vers Haywards (maintenant Manor Park) fut fermée et remplacé par une nouvelle ligne à double voie sur le côté est du fleuve Hutt River (l’ancienne section Melling-Haywards ne pouvait pas être mise à double voie).